# 答里台斡惕赤斤
答里台斡惕赤斤 ，又作答里台、答里阿台。八哩丹幼子，也速该之弟，成吉思汗叔叔。拥立成吉思汗的倡导者之一，战塔塔兒人時因違反軍紀而受罰，其後又因泄露屠殺塔塔兒人俘虜的秘密，與別里古台一同被剝奪參與「庫力台大會」的資格。後隨札木合投奔王罕，并幫助王罕攻打成吉思汗。之後，答里台與札木合合謀篡權。陰謀敗露後，其逃出王罕營地，重新回歸到成吉思汗陣營，成吉思汗對此十分不滿。成吉思汗建立蒙古帝國後，曾想置其于目不可及的地方。經博爾朮、木華黎、失吉忽秃忽的勸阻，成吉思汗終寬恕了答里台。

## 后代
- 大纳耶耶
  - 小哥
  - 宁海王闊闊出
    - 也里干：子哈鲁罕（子：宣靖王买奴→益王浑都帖木儿、阿鲁）、宁海王亦思蛮、宁海王拔都儿、宁海王阿海

## 延伸阅读
[在维基数据编辑]
 《新元史/卷125》，出自柯劭忞《新元史》